# Camille Razat
Pour les articles homonymes, voir Razat.
Camille Razat, née le 1er mars 1994 à Saint-Jean (Haute-Garonne), est une actrice française.

## Biographie

### Enfance
Camille Razat naît à Saint-Jean (Haute-Garonne). Elle effectue sa scolarité au lycée Saint-Sernin à Toulouse.

### Carrière
Elle commence sa carrière comme mannequin à l'âge de 16 ans, puis fait ses premiers pas d'actrice pour la série télévisée Disparue diffusée sur France 2 au printemps 2015.
Elle fait ses débuts au théâtre en 2018 aux Mathurins dans une mise en scène par Volker Schlöndorff du monologue d'Amanda Sthers intitulé Le Vieux Juif blonde,.
En 2020, elle est révélée à l'international en interprétant Camille dans la série Netflix, Emily in Paris. Par la suite, elle est au casting de la saison 2, puis 3,.
À la suite de la notoriété apportée par la série, elle devient en 2021 la nouvelle ambassadrice internationale de L'Oréal Paris dont le contrat a été mis fin en 2023. 
En 2022, elle crée sa maison de production : TAZAR PRODUCTIONS, qui produit le nouveau court métrage intitulé "À la dérive", de la réalisatrice Célia Pyamootoo avec notamment Florian Desbiendras, ayant joué dans Emily in Paris ou encore Fleur Geffrier.
En mars 2024, Camille Razat est en tournage pour la série Les Disparues de la gare et pour la série Nero.

## Filmographie

### Cinéma

#### Longs métrages
- 2017 : Rock'n Roll de Guillaume Canet : une fille de la boîte de nuit
- 2018 : Ami-ami de Victor Saint Macary : Julie
- 2018 : Le 15 h 17 pour Paris (The 15:17 to Paris) de Clint Eastwood : l'hôtesse du train
- 2018 : L'amour est une fête de Cédric Anger : Virginie, dite Caprice
- 2019 : Girls with Balls d'Olivier Alfonso : Lise
- 2021 : Les Choses humaines d'Yvan Attal : Quitterie
- 2022 : Mastemah de Didier D. Daarwin : Louise Wilmens
- 2024 : Prodigieuses de Frédéric et Valentin Potier : Claire Vallois
- 2024 : Waltzing with Brando de Bill Fishman : Michele

#### Courts métrages
- 2014 : La Dernière Virée de Cyril Manzini : Sacha
- 2018 : Bug de Cédric Prévost : Camille Engel
- 2018 : L'eau dans les yeux de Jeanne Sigwalt : Judith
- 2019 : Caprice de Lavinia Jullien : Ophélie

### Télévision

#### Séries télévisées
- 2015 : Disparue de Charlotte Brandström (mini-série) : Léa Morel
- 2015 : Capitaine Marleau de Josée Dayan, épisode 1 Philippe Muir : Salomé Delevigne
- 2020-2025 : Emily in Paris : Camille
- 2025 : Nero d'Allan Mauduit et Ludovic Colbeau-Justin
- 2025 : Les Disparues de la gare de Virginie Sauveur : Flore Robin
- 2026 : Le Rouge et le Noir de Gaël Morel : Mathilde de La Mole

#### Clips
- 2019 : Promesses[11] sur la chaîne Youtube de Bigflo et Oli

Téléfilms
- 2022 : Diane de Poitiers de Josée Dayan : Marie Stuart 17 ans au tournoi

## Théâtre
- 2018 : Le Vieux Juif blonde d'Amanda Sthers, mise en scène Volker Schlöndorff au théâtre des Mathurins